# Стомопло (залив)
 Тази статия е за залива.  За блатото вижте Стомопло (блато).  
Стомопло, още Стомополо, Стомополу или Стомопле, е залив в българското черноморско крайбрежие.
Разположен е между Маслен нос (Зейтин бурну или Свети Илия) на север (който го отделя от залива Света Параскева) и нос Кюприя на юг (който го отделя от Дяволския залив).
Турското име на залива е Узунджа или Узундже. Срещу залива е разположено едноименното блато Стомопло и възвишението на Странджа Узунджа баир.